# Hexaresta
Hexaresta este un gen de muște din familia Tephritidae.

Cladograma conform Catalogue of Life:
| Hexaresta | \| \| Hexaresta formosa \| \| \| \| \| \| Hexaresta multistriga \| \| \| \| |
|           | \| \| Hexaresta formosa \| \| \| \| \| \| Hexaresta multistriga \| \| \| \| |
|           | Hexaresta formosa                                                           |
|           |                                                                             |
|           | Hexaresta multistriga                                                       |
|           |                                                                             |